# Legalismus
Legalismus (chinesisch 法家, Pinyin fǎ jiā – „Gesetzesschule“) ist eine Richtung der chinesischen Philosophie aus der Zeit der Streitenden Reiche (etwa um 480 v. Chr. bis 221 v. Chr.).
Als eine der Denkschulen der klassischen Zeit sucht der Legalismus nach Methoden, eine Gesellschaft so zu ordnen, dass sie agrarwirtschaftlich stark und militärisch schlagkräftig bleibt und somit Sicherheit und Wohlstand garantiert. Die Gesellschaft teilt sich auf in Fürst und Untertanen. Über sozialen Aufstieg entscheidet nicht mehr das Geburtsrecht, sondern individuelle Leistung. Dem Fürsten allein obliegt der Bereich der Politik, er legt, eventuell mit Hilfe von Beratern, die Gesetze fest. Politik ist – im Gegensatz zu den Ideen der fast gleichzeitig bestehenden attischen Demokratie – nicht Sache Aller. Die Gesetze regeln Belohnung und Strafe und gelten unterschiedslos für alle Untertanen. Wenn die Gesetze gut sind, braucht der Herrscher weder tugendhaft noch weise zu sein. Generell spielt moralisches Handeln Einzelner, sowohl des Herrschers als der Untertanen, keine Rolle: Grundlage des Gesellschaftssystems sind unpersönliche Normen und Standards. In diesem Punkt unterscheidet sich der Legalismus grundlegend von der Schule des Konfuzius.
Wegen seiner totalitären Herrschaftsmerkmale wurde der Legalismus von späteren chinesischen Philosophen abgelehnt. Seine Gedanken blieben jedoch in der Politik des chinesischen Kaiserreichs und bis heute präsent: Nach Schell und Delury (2013) hat das „pragmatische“ legalistische Denken einen Anteil an den historischen Erfolgen und dem aktuellen Machtgewinn Chinas.

## Begriff
Der Begriff der „Gesetzesschule“ (法家,  fǎ jiā) tauchte erstmals in der Zeit der Han-Dynastie (206 v. Chr. bis 220 n. Chr.) auf, ist also keine zeitgenössische Bezeichnung. Der Historiker Sima Qian 司馬遷 (ca. 145–90 v. Chr.) ordnete in seinem Werk Shiji die Philosophen Shang Yang, Shen Buhai und Han Fei der Lehre von „Leistung und Titeln“ (刑名,  xíng míng) zu, einem Synonym zu fǎ jiā. Der Ausdruck fǎ jiā selbst wurde erstmals bei Sima Tan 司馬談, dem Vater Sima Qians, nachgewiesen. Er verwendete ihn in einem Aufsatz über die sechs klassischen Denkschulen. Der kaiserliche Bibliothekar Liu Xiang 劉向 (79 v. Chr.–8 n. Chr.) führte fǎ jiā als Kategorie für den Bibliothekskatalog ein.
In der neueren Forschung wird zum einen kritisch angemerkt, dass die Autoren der legalistischen Schriften sich selbst nicht einer solchen einheitlichen intellektuellen Strömung zugehörig gesehen hätten. Zum anderen sei der Begriff fǎ 法 sehr viel weiter gefasst als es die westliche Übersetzung „Recht“ wiedergeben könne: fǎ beinhalte auch „Methoden, Standards, unpersönliche Vorschriften“ und ähnliches. Pines (2013) und Vogelsang (2017) verwenden daher die alternative Bezeichnung „politischer Realismus“ (political realism).

## Historischer Kontext
In der Geschichtsschreibung werden die Herrschaftsstrukturen des antiken China als „Staaten“ und „Dynastien“ dargestellt. Die Shang- (17.–11. Jh. v. Chr.) oder die ihr folgende Westliche Zhou-Dynastie (11. Jh–771 v. Chr.) besaßen weder geschriebene Gesetze noch Steuern, Beamte, ein stehendes Heer, oder ein Gewaltmonopol. Sie können eher als „hierarchisch geordnete Clan-“ oder Lineage-Gesellschaften angesehen werden. An deren Spitze stand ein Anführer, in der historischen Überlieferung als „König“ der Dynastie bezeichnet. Der „König“ teilte seine Macht aber mit weitgehend autonom handelnden Sippenanführern. Regeln, mündlich formuliert und weitergegeben, galten nur innerhalb des Clans.
Die Kriege dieser Zeit waren eher von Ehrbegriffen, Rache oder Beutegier motivierte Kämpfe innerhalb eines Flickenteppichs kleinerer oder größerer Herrschaftsbereiche. Militärische Unternehmungen hatten den Charakter von Raubzügen, für die aus der Bevölkerung Kämpfer in großer Zahl rekrutiert wurden und beim Gegner einfielen. Nachdem viele Menschen ihr Leben verloren hatten und Gefangene in großer Zahl geopfert worden waren, zog sich das erschöpfte Heer wieder in die eigenen Gebiete zurück. Nach Vogelsang (2017) war „das Jahrtausend, in dem die Fundamente chinesischer Kultur gelegt wurden, […] geprägt von unvorstellbarer Brutalität“.
Erste Einrichtungen wie Steuern, schriftliche Gesetze oder Militärwesen als Anfänge einer staatlichen Organisation treten in der Zeit der Frühlings- und Herbstannalen (722–453 v. Chr.) auf. Mit der Professionalisierung des Militärs änderten sich die Ziele der deshalb nicht weniger brutal geführten Kriege: Jetzt konnte Land gewonnen und dauerhaft besetzt, konkurrierende Staatsgebilde vernichtet werden. Auf diesem Hintergrund ist das Anliegen der Legalisten zu verstehen: Es ging nicht darum, einen nach heutigen Begriffen totalitären Staat zu erschaffen, sondern eine Gesellschaft so zu organisieren, dass Sicherheit und materieller Wohlstand überhaupt möglich wurden.

## Bedeutende Texte
Von den zehn Texten, die der Han-zeitliche Bibliothekskatalog des Liu Xiang verzeichnet, sind nur zwei relativ vollständig und zwei weitere in Fragmenten überliefert.
Am besten erhalten sind die Schriften des Han Fei (韓非子,  Hán Fēizǐ). Die Schriften des Fürsten von Shang (商君書,  Shāng jūn shū) werden dem Philosophen Shang Yang (商鞅,  Shāng Yāng) zugeschrieben, der von 359 bis zu seinem Tod 338 v. Chr. als Beamter am Hof des Fürsten Xiao von Qin (reg. 361–338 v. Chr.) tätig war. Es enthält Sprichwörter, Aufsätze und Eingaben sowie am Hof der Qin-Fürsten gehaltene Reden. Thema ist die Schaffung und der Erhalt der gesellschaftlichen Ordnung auf der Grundlage streng einzuhaltender Gesetze, die für alle Untertanen gleich gelten und in einem System von Belohnung und Strafe angewandt werden.
Zwei weitere Texte aus dem kaiserlichen Katalog der Han sind nur aus längeren Zitaten einer kaiserlichen Enzyklopädie des 7. Jahrhunderts überliefert: Shēnzi 申子 wird Shen Buhai 申不害,  Shēn Bùhài aus dem Staat Zheng zugeschrieben, der um die Mitte des 4. Jh. v. Chr. lebte. Dem Gelehrten Shen Dao 慎到,  Shèn Dào (um 300 v. Chr.) wird als Autor des Shènzi 慎子 angesehen.
Bedeutsame Autoren des politischen Realismus sind ferner Lü Buwei (呂不韋 / 吕不韦,  Lǚ Bùwéi, um 300 v. Chr.– 236 oder 235 v. Chr.), der eine Schrift der "vermischten Schulen" mit dem Titel Frühling und Herbst des Lü Buwei erstellen ließ und Guan Zhong (gest. um 645 v. Chr.), dem das Werk Guanzi (管子 – „Meister Guan“) zugeschrieben wird. Wahrscheinlich wurden seine Texte erst einige Jahrhunderte später zusammengefasst und gelten heute als heterogene Sammlung anonymer Autoren aus dem Umfeld der Jixia-Akademie. Schließlich müssen noch Kanzler Lǐ Sī 李斯 aus Qin, wie Han Fei angeblich ein Schüler des Xunzi, und Tian Pian aus Qi erwähnt werden.

## Gesellschaftsmodell
Das Gesellschaftsmodell des Legalismus zielt auf eine grundlegende Veränderung des politischen, wirtschaftlichen und gesellschaftlichen Systems: Jeder Untertan sollte Ackerbauer und Krieger in einer Person werden. Mithilfe solcher Kriegerbauern soll ein “reiches Land und [eine] starke Armee” (富國強兵,  Fùguó qiángbīng) entstehen, deren Ziel es ist, „alles unter dem Himmel“ (天下,  Tiānxià – „unter dem Himmel; die Welt“) zu vereinigen.

### Menschenbild
Sowohl das Shang Jun Chu als auch das etwa 100 Jahre jüngere Han Feizi gehen von einem Urzustand der Menschheit aus, in welchem die Bevölkerungszahl gering und die natürlichen Ressourcen daher im Überfluss vorhanden gewesen seien:

„‹In den Zeiten von Shennong pflügten die Männer, um sich zu ernähren, und die Frauen woben, um sich zu kleiden.› Es herrschte Ordnung, ohne dass ein Regime von Strafen angewendet wurde; er herrschte souverän, ohne dass Waffen eingesetzt wurden.“

Je stärker die Bevölkerung wächst, desto knapper werden die natürlichen Ressourcen, und es setzt Wettbewerb ein. Um Frieden und Wohlstand zu erhalten, werden Normen nötig. Im Gegensatz zur Sichtweise des Konfuzianismus halten die Legalisten es für vergeblich, durch Erziehung ideale Menschen herauszubilden. Sie sehen die menschliche Habgier als gegeben an und nutzen sie aus, um die Gesellschaft in die gewünschte soziale und politische Richtung zu lenken.

„Das Verlangen der Menschen nach Reichtum und Ansehen hört erst auf, wenn sich der Sargdeckel über ihnen schließt.“

### Motivation durch Lohn und Strafe
Das geeignete Mittel, Menschen im Sinne der Staatsräson zu manipulieren, sind Belohnungen und Strafen. Strafen sind schwer, Belohnungen eher gering und abgestuft, aber beiden gemeinsam ist, dass sie ohne Ansehen der Person oder früherer Verdienste zwangsläufig der Handlung folgen. Wenn schon für geringe Vergehen schwere Strafen drohten, werde das Volk es nicht wagen, das Gesetz zu brechen.

„Indem sie schwere Bußen verhängt und geringe Belohnungen gewährt, sorgt die Obrigkeit für das Volk, und das Volk geht für sie in den Tod. […] Wenn man bei der Anwendung von Strafen Leichtes schwer ahndet, dann wird Leichtes nicht entstehen und Schweres nicht aufkommen.“

Die Dienstgrade im Heer wurden in Gruppen zu je fünf Männern eingeteilt und durch einheitliche Abzeichen gekennzeichnet, die ihre Befehle als Einheit erhielten. Eine Regelverletzung, beispielsweise Desertion, durch einen der fünf führte zur Degradierung der anderen vier, es sei denn, sie könnten den Kopf eines Feindes vorweisen. Belohnungen waren an die Einhaltung konkreter Sollvorgaben gebunden. So musste eine Armee nach einer offenen Feldschlacht 2000 Köpfe feindlicher Soldaten vorweisen, nach Belagerung einer Siedlung 8000 Köpfe, um das Soll zu erfüllen. Detaillierte Vorschriften regeln die anschließende Belohnung des Heeres.
Belohnungen werden in Form von Rangstufen vergeben, die ihrem Inhaber wirtschaftliche, soziale oder rechtliche Privilegien verschaffen. Wie die Strafen erfolgen auch die Belohnungen nach standardisierten Regeln und ohne Ansehen der Person. Verdienstränge sind nur zum Teil vererbbar, beispielsweise kann die Ehefrau oder das Kind eines in der Schlacht Getöteten dessen Rang erben. Mit der Zeit wird so der Geburtsadel abgeschafft und durch eine Meritokratie (尚賢,  shàng xián – „die Würdigen erheben“) ersetzt. Archäologische Funde auf dem Gebiet des ehemaligen Staates Qin zeigen, dass die Einführung von Verdiensträngen sich zu einem bedeutenden Motivationsfaktor entwickelte und einen hohen Grad an sozialer Mobilität erzeugte, welche den größten Teil der Bevölkerung einschloss.

### Indoktrination

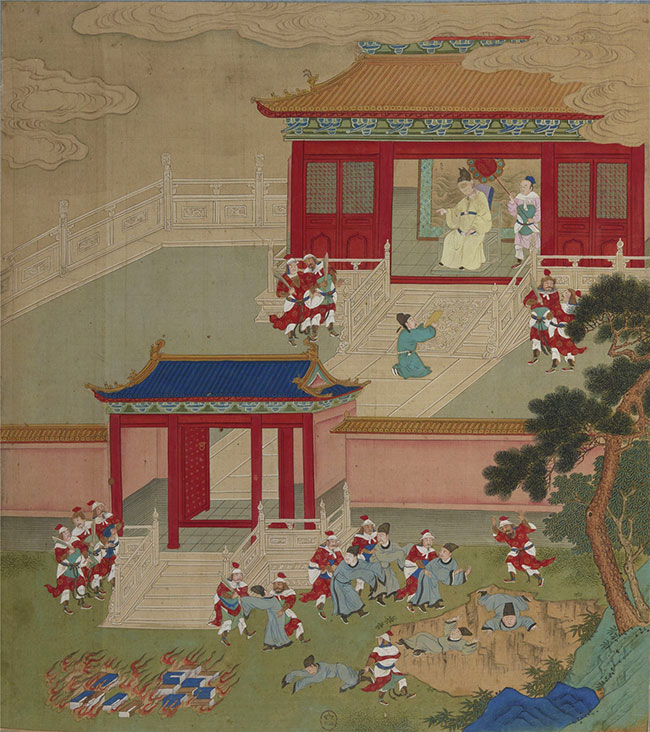
Die Bücherverbrennung und das Begraben von Gelehrten bei lebendigem Leibe, chinesisches Albenblatt, 18. Jh.

Voraussetzung für das Funktionieren des legalistischen Gesellschaftsmodells ist, dass die Menschen ihre Ziele ausschließlich über den vom Gesetz vorgegebenen Standardweg erreichen dürfen: Der eigene Status lässt sich nur über militärische Verdienste verbessern und auf keinem anderen Weg. Missachtung der Militärregeln oder Verweigerung des Gehorsams führt zwangsläufig zu Strafe. Das Volk muss daher genau zu verstehen lernen, dass der einzige Weg zu Reichtum und Ehren über die Erfüllung militärischer Sollvorgaben führt. Der Begriff „Lehre“ (教,  jiào – „Lehre“) oder „einheitliche Anweisung“ bedeutet, dass das Volk begriffen hat, dass in der legalistischen Gesellschaftsordnung militärische Erfolge die ausschließliche Grundlage jeglicher sozio-ökonomischen und politischen Ordnung darstellen.

### Staatsbeamte
In der Zeit der Frühlings- und Herbstannalen (722–453 v. Chr.) waren Staatsämter innerhalb der aristokratischen Familien erblich. Im 5. Jahrhundert änderte sich die Lage: Nachdem die adeligen Sippen in den ständigen Kämpfen nahezu ausgerottet waren, boten sich Aufstiegschancen für Personen des niederen Adels (士,  shì – „Dienstmannen, später: Gelehrte“). In dieser Lage entstand der Begriff der „Auswahl der Würdigen“ (尚賢,  shàng xián – „die Würdigen erheben“). Üblicherweise wurde ein Kandidat auf Empfehlung einer einflussreichen Person dem Herrscher oder einem hohen Beamten vorgestellt, der dessen Wert (賢,  xián) beurteilte und den Kandidaten entsprechend beförderte. Die Legalisten lehnten dieses Vorgehen ab, da der solcherart Beförderte noch keine Verdienste (功,  gōng) erworben habe. Wenn der Herrscher nach eigenem Gutdünken über die Amtswürdigkeit entscheide, würden gleiche Verdienste nicht gleich belohnt, gleiche Vergehen nicht gleich bestraft und Unfrieden entstehe. Stattdessen solle die Leistung einer Person auf unterer Ebene in einem objektiven Prozess beurteilt werden und über eine Beförderung entscheiden. Diese Idee der Legalisten kennzeichnete das chinesische Verwaltungssystem während der gesamten Kaiserzeit.

### Herrscher
In der Regierung eines Staates müssen drei Aspekte beachtet werden:
- Macht (勢,  shì – „Macht, Stärke“): Mit der Stellung des Herrschers, nicht mit seiner Person, verbindet sich die Macht im Staat.
- Methode (術,  shù – „Technik, Kunst, Fertigkeit“): Der Herrscher bedient sich einer bestimmten Methode, um seine Kontrolle über den Staat aufrechtzuerhalten.
- Gesetze (法,  fǎ): Regierung erfolgt nach festgelegten Standards und Regeln.

Mit den anderen Denkschulen ihrer Zeit waren sich die Legalisten einig, dass nur ein starker Monarch Beständigkeit und Ordnung garantieren kann. Ein guter Herrscher zeichnet sich nicht durch seine persönlichen Eigenschaften aus, sondern durch seine Fähigkeit, seine Machtposition (勢,  shì – „Macht, Stärke“) zu erhalten. Nur dann bleibt die Befehlskette intakt, von der der Bestand des Staates abhängt. Ratgeber und Minister stellen unter diesen Bedingungen eher Konkurrenten um den Thron dar. Das Han Feizi rät sogar, einen Minister zu bestrafen, der erfolgreicher gehandelt hat als sein Auftrag lautete, um den Vorrang der kaiserlichen Autorität zu bekräftigen. Den Vordenkern des Legalismus war bewusst, dass in einer Meritokratie der Herrscher die einzige Person ist, die ihre Stellung nicht persönlichen Verdiensten verdankt, sondern der Geburt. Das Han Feizi rät dem Herrscher daher, seine Persönlichkeit möglichst weitgehend zu verbergen, um seine Autorität zu wahren und im Fall des Misslingens den Ministern die Schuld zuschieben zu können. Graham (1989) vergleicht aus heutiger Sicht die Funktion des obersten Herrschers mit der eines einfachen Computers – oder es herrschten eben die Minister.

## Legalistische Traditionen im heutigen China
Mao Zedong verfasste als Student einen Aufsatz über Shang Yang und stellte die anti-konfuzianische Politik des Qin-Staats als Vorbild für die anti-konfuzianische Politik seiner späten Lebensjahre dar.

### Rechtsstaatlichkeit chinesischer Prägung
1997 führte der damalige Präsident Jiang Zemin den Begriff Fǎzhì (法治 – „Rechtsstaatlichkeit“) offiziell ein. Nach einer von der Stiftung Wissenschaft und Politik 2021 veröffentlichten Studie werde im aktuellen „Fünfjahresplan über den Aufbau von Rechtsstaatlichkeit (2020–2025)“ die Idee eines eigenständigen chinesischen Rechtssystems erkennbar. Im Jahr 2035 solle diese „Sozialistische Rechtsstaatlichkeit chinesischer Prägung“ verwirklicht sein. Nach marxistischer Rechtstradition sei dieser Begriff nicht im Sinne des westlichen „Rule of Law“ zu übersetzen, sondern eher als „Herrschaft durch das Instrument Recht“. Bei der Erschaffung eines eigenen chinesischen Rechtssystems bediene sich die kommunistische Partei Chinas auch traditioneller chinesischer Rechtsvorstellungen wie beispielsweise der „legalistischen Rechtstradition“.

### Sozialkredit-System
Schon 1989 fiel Graham die Ähnlichkeit eines Herrschers, der legalistischen Grundsätzen folgt, mit einem Computer auf. Das von den Legalisten entwickelte System standardisierter Belohnungen und Strafen ähnelt in seiner mathematischen Mechanik aus heutiger Sicht einem Computeralgorithmus. Das über 2000 Jahre alte System zur Manipulation von Menschen im Sinne der Staatsräson wird deshalb von manchen westlichen Autoren als intellektuelle Grundlage des Sozialkredit-Systems (社会信用体系,  shèhuì xìnyòng tǐxì) der heutigen Volksrepublik China angesehen.